# Thinophilus egenus
Thinophilus egenus är en tvåvingeart som beskrevs av Octave Parent 1935. Thinophilus egenus ingår i släktet Thinophilus och familjen styltflugor. Inga underarter finns listade i Catalogue of Life.